# Зенкино (Смоленская область)
Зенкино — деревня в Смоленской области России, в Вяземском районе. Население — 6 жителей (2007). Расположена в восточной части области в 20 км к северу от районного центра, в 2 км к востоку от автодороги Р134 «Старая Смоленская дорога». Станция О.п. 232-й км на железнодорожной линии Ржев — Вязьма. Входит в состав Каснянского сельского поселения.

## Известные люди
Михаил Иванович Леонов (1923—2000) — Герой Советского Союза, сержант, помощник командира взвода 1061-го стрелкового полка 272-й стрелковой дивизии 7-й армии Карельского фронта.